# 김해시 을
김해시 을은 대한민국의 국회의원 선거구이다. 경상남도 김해시 일부를 관할한다. 현 지역구 국회의원은 더불어민주당의 김정호이다.

## 역사
대한민국 제17대 국회의원 선거를 앞두고 김해시 선거구가 갑, 을로 분구되면서 신설되었다. 신설 당시 진영읍, 장유면, 주촌면, 진례면, 한림면, 회현동, 내외동, 칠산서부동을 관할하였으며 나머지 지역은 김해시 갑이 되었다.
대한민국 제20대 국회의원 선거를 앞두고 김해시 갑 선거구에 진영읍, 한림면과 회현동을 내주었다.
대한민국 제21대 국회의원 선거를 앞두고 김해시 갑 선거구에 있던 회현동을 다시 편입해왔다.
대한민국 제22대 국회의원 선거를 앞두고 회현동을 다시 김해시 갑 선거구에 내주었다.

## 관할 구역
| 대수      | 관할 구역                                                                    |
| --------- | ---------------------------------------------------------------------------- |
| 17대~19대 | 김해시 진영읍, 장유면, 주촌면, 진례면, 한림면, 회현동, 내외동, 칠산서부동    |
| 20대      | 김해시 주촌면, 진례면, 내외동, 칠산서부동, 장유1동, 장유2동, 장유3동         |
| 21대      | 김해시 주촌면, 진례면, 회현동, 내외동, 칠산서부동, 장유1동, 장유2동, 장유3동 |
| 22대~     | 김해시 주촌면, 진례면, 내외동, 칠산서부동, 장유1동, 장유2동, 장유3동         |

## 역대 국회의원
| 선거   | 정당 | 정당         | 의원   |
| ------ | ---- | ------------ | ------ |
| 2004년 |      | 열린우리당   | 최철국 |
| 2008년 |      | 통합민주당   | 최철국 |
| 2011년 |      | 한나라당     | 김태호 |
| 2012년 |      | 새누리당     | 김태호 |
| 2016년 |      | 더불어민주당 | 김경수 |
| 2018년 |      | 더불어민주당 | 김정호 |
| 2020년 |      | 더불어민주당 | 김정호 |
| 2024년 |      | 더불어민주당 | 김정호 |

## 역대 선거 결과

### 대한민국 제17대 국회의원 선거
|  | 57.94% |

|  | 34.46% |

|  | 7.03% |

|  | 0.54% |

### 대한민국 제18대 국회의원 선거
|  | 47.76% |

|  | 45.56% |

|  | 5.22% |

|  | 1.45% |

### 2011년 대한민국 재보궐선거
|  | 51.01% |

|  | 48.98% |

### 대한민국 제19대 국회의원 선거
|  | 52.11% |

|  | 47.88% |

### 대한민국 제20대 국회의원 선거
|  | 62.38% |

|  | 34.40% |

|  | 3.21% |

### 2018년 대한민국 재보궐선거
|  | 63.01% |

|  | 27.56% |

|  | 8.26% |

|  | 1.15% |

### 대한민국 제21대 국회의원 선거
|  | 49.67% |

|  | 41.61% |

|  | 5.04% |

|  | 3.12% |

|  | 0.54% |

### 대한민국 제22대 국회의원 선거
|  | 56.19% |

|  | 43.80% |